# Lawrence (Nowy Jork)
Lawrence – wieś w Stanach Zjednoczonych, w stanie Nowy Jork, w hrabstwie Nassau.